# Финал Кубка СССР по футболу 1964
Финал Кубка СССР по футболу 1964 состоялся 27 сентября 1964 года. Киевское «Динамо» переиграло куйбышевские «Крылья Советов» со счётом 1:0 и стало обладателем Кубка СССР.

## Путь к финалу
| Динамо Киев      | Динамо Киев | Динамо Киев | Этап        | Крылья Советов | Крылья Советов | Крылья Советов |
| ---------------- | ----------- | ----------- | ----------- | -------------- | -------------- | -------------- |
| Соперник         | Место       | Счёт        |             | Соперник       | Место          | Счёт           |
| Нефтяник Фергана | В гостях    | 1:0         | 1/16 финала | Заря Луганск   | В гостях       | 2:1            |
| Нефтяник Баку    | Дома        | 4:1         | 1/8 финала  | Шахтёр Донецк  | В гостях       | 2:1            |
| Шинник           | В гостях    | 3:1         | 1/4 финала  | СКА Львов      | Дома           | 1:0            |
| Спартак Москва   | В гостях    | 0:0         | 1/2 финала  | Динамо Москва  | В гостях       | 3:2            |
| Спартак Москва   | В гостях    | 3:2         | 1/2 финала  | Динамо Москва  | В гостях       | 3:2            |

## Ход финального матча
Куйбышевские «Крылья Советов» и киевское «Динамо» в первый раз встречались в рамках финала в истории кубков СССР. Кроме того, команды ранее не встречались между собой ни на одной из стадий этого турнира.
В начале матча в действиях обеих команд наблюдалась скованность. Но именно в этот период, как оказалось позднее, «Крылья Советов» были ближе всего к успеху. На 4-й минуте Владимир Гришин неплохо исполнил штрафной, в результате чего головой по воротам бил нападающий волжан Анатолий Жуков, но вратарь «Динамо» Виктор Банников забрал мяч. На 17-й минуте киевляне подавали угловой, защитник «Крыльев» Геннадий Сарычев неудачно отбил мяч прямо на капитана «Динамо» Виктора Каневского, и тот, развернувшись и не давая мячу опуститься на землю, отправил его в сетку ворот куйбышевцев. Забив гол, футболисты «Динамо» окончательно обрели уверенность в своих силах и довели матч до победного конца. Атак киевлян было значительно больше, нежели у «Крыльев». У последних можно выделить 38-ю минуту, когда Анатолий Кикин отдал хороший пас на Жукова, но тот промахнулся из выгодной позиции. На последней минуте первого тайма Банников отразил сильнейший удар с 30 метров Владимира Гришина. На 75-й минуте вновь опасно бил Жуков, но Банников забрал мяч. Более опасных моментов волжане создать не смогли, а киевлянам в итоге для победы хватило единственного мяча. Киевское «Динамо» во второй раз стало обладателем Кубка СССР по футболу.

## Финал
| Динамо Киев   | 1:0   | Крылья Советов |
| ------------- | ----- | -------------- |
| Каневский 17′ | Отчёт |                |

| ДИНАМО:         |  |                      |
|                 |  |                      |
| Вр              |  | Виктор Банников      |
| Зщ              |  | Владимир Щегольков   |
| Зщ              |  | Вадим Соснихин       |
| Зщ              |  | Василий Турянчик     |
| Зщ              |  | Леонид Островский    |
| ПЗ              |  | Йожеф Сабо           |
| ПЗ              |  | Фёдор Медвидь        |
| ПЗ              |  | Олег Базилевич       |
| ПЗ              |  | Виктор Каневский     |
| ПЗ              |  | Андрей Биба          |
| ПЗ              |  | Виктор Серебрянников |
| Главный тренер: |  |                      |
| Виктор Маслов   |  |                      |

| КРЫЛЬЯ СОВЕТОВ: |  |                      |  |     |
|                 |  |                      |  |     |
| Вр              |  | Александр Соколов    |  |     |
| Зщ              |  | Евгений Майоров      |  |     |
| Зщ              |  | Геннадий Сарычев     |  |     |
| Зщ              |  | Юрий Капсин          |  |     |
| Зщ              |  | Борис Вальков        |  |     |
| ПЗ              |  | Владимир Гришин      |  |     |
| ПЗ              |  | Николай Осянин       |  |     |
| ПЗ              |  | Альфред Фёдоров      |  |     |
| ПЗ              |  | Борис Кох            |  | 68' |
| Нап             |  | Анатолий Жуков       |  |     |
| Нап             |  | Анатолий Кикин       |  |     |
| Замены:         |  |                      |  |     |
| Нап             |  | Абдулхак Абдульманов |  | 68' |
| Главный тренер: |  |                      |  |     |
| Виктор Карпов   |  |                      |  |     |